# Chahbounia
Chahbounia (em árabe: الشهبونية) é uma comuna localizada na província de Médéa, Argélia. De acordo com o censo de 2008, a população total da cidade era de 13 617 habitantes.